# Morti nel 1979/Ottobre
| Questa pagina contiene informazioni ricavate automaticamente dalle voci biografiche con l'ausilio del template Bio e di un bot. L'aggiornamento è periodico e automatico e ricostruisce completamente la pagina. Se manca una persona in questa lista, sei pregato di non aggiungerla, ma accertati piuttosto che la sua voce biografica contenga il template Bio e che i dati anagrafici siano correttamente compilati. Se il template Bio manca, inseriscilo tu stesso o, in alternativa, metti l'avviso {{tmp\|Bio}} che ne segnala la mancanza. Se i dati riportati sono sbagliati, correggi direttamente la voce biografica; le modifiche saranno visibili in questa lista entro pochi giorni. Per chiarimenti vedi il progetto biografie. La lista contiene solo le 109 persone che sono citate nell'enciclopedia e per le quali è stato implementato correttamente il template Bio. Pagina aggiornata al 3 mar 2024. |

- 1º ottobre - Dorothy Arzner, regista, montatrice e sceneggiatrice statunitense (n. 1897)
- 1º ottobre - Lucie Chevalley, attivista francese (n. 1882)
- 1º ottobre - Preguinho, calciatore brasiliano (n. 1905)
- 2 ottobre - Gino Germani, sociologo italiano (n. 1911)
- 2 ottobre - Jean Jourlin, lottatore francese (n. 1904)
- 2 ottobre - Hannelore Schmatz, alpinista tedesca (n. 1940)
- 2 ottobre - Wei Heling, attore cinese (n. 1907)
- 3 ottobre - Giovanni Genucchi, scultore, pittore e intagliatore svizzero (n. 1904)
- 3 ottobre - Ferdinando Gerra, bibliografo, saggista e attore italiano (n. 1901)
- 3 ottobre - Claudia Jennings, modella e attrice statunitense (n. 1949)
- 3 ottobre - Nicos Poulantzas, sociologo e filosofo greco (n. 1936)
- 3 ottobre - Humberto Teixeira, compositore e politico brasiliano (n. 1915)
- 4 ottobre - Natwarsinhji Bhavsinhji, principe e crickettista indiano (n. 1901)
- 4 ottobre - Ted Fritsch, giocatore di football americano, cestista e giocatore di baseball statunitense (n. 1920)
- 4 ottobre - Ettore Lindner, politico italiano (n. 1907)
- 4 ottobre - Valentina Telegina, attrice sovietica (n. 1915)
- 5 ottobre - Luigi Bernardi, calciatore e allenatore di calcio italiano (n. 1907)
- 5 ottobre - Mihály Kincses, calciatore e allenatore di calcio ungherese (n. 1918)
- 5 ottobre - Ken Strong, giocatore di football americano statunitense (n. 1906)
- 6 ottobre - Renato Bacigalupo, nuotatore italiano (n. 1908)
- 6 ottobre - Elizabeth Bishop, poetessa e scrittrice statunitense (n. 1911)
- 6 ottobre - Paride Calonghi, attore italiano (n. 1939)
- 6 ottobre - Mario Musella, musicista e cantante italiano (n. 1945)
- 6 ottobre - Anastasios Orlandos, architetto e archeologo greco (n. 1887)
- 6 ottobre - Ľudmila Pajdušáková, astronoma slovacca (n. 1916)
- 7 ottobre - Giacinto Mondaini, pittore, disegnatore e illustratore italiano (n. 1902)
- 7 ottobre - Jerzy Petersburski, compositore polacco (n. 1895)
- 8 ottobre - Emmaline Henry, attrice statunitense (n. 1928)
- 8 ottobre - David Izenzon, contrabbassista statunitense (n. 1932)
- 8 ottobre - Antonio Musu, regista, produttore cinematografico e sceneggiatore italiano (n. 1916)
- 9 ottobre - Raniero Alliata di Pietratagliata, nobile, esoterista e entomologo italiano (n. 1897)
- 9 ottobre - Jesús Alonso Fernández, calciatore spagnolo (n. 1917)
- 9 ottobre - Iknadios Bedros XVI Batanian, patriarca cattolico armeno (n. 1899)
- 9 ottobre - Henri Collomb, psichiatra, medico e neurologo francese (n. 1913)
- 9 ottobre - Louis Diage, scenografo statunitense (n. 1905)
- 9 ottobre - John Frost, ingegnere aeronautico britannico (n. 1915)
- 9 ottobre - Ernest Harper, maratoneta e mezzofondista britannico (n. 1902)
- 9 ottobre - Raffaele Russo, militare italiano (n. 1941)
- 10 ottobre - Heinrich Behnke, matematico tedesco (n. 1898)
- 10 ottobre - Guido Fanconi, pediatra svizzero (n. 1892)
- 10 ottobre - Fred Graham, attore e stuntman statunitense (n. 1908)
- 10 ottobre - Daniel McDonald, lottatore e nuotatore canadese (n. 1908)
- 10 ottobre - Paul Paray, direttore d'orchestra e compositore francese (n. 1886)
- 11 ottobre - Giuseppe Marchetti Longhi, archeologo italiano (n. 1884)
- 11 ottobre - Andrej Andreevič Markov, matematico sovietico (n. 1903)
- 12 ottobre - Giovanni Acci, pittore italiano (n. 1910)
- 12 ottobre - Bitti Bergamo, tennista e imprenditore italiano (n. 1930)
- 12 ottobre - Katharine Burr Blodgett, fisica statunitense (n. 1898)
- 12 ottobre - Mauro Carella, insegnante italiano (n. 1888)
- 12 ottobre - Celia Lovsky, attrice austriaca (n. 1897)
- 12 ottobre - Waloddi Weibull, ingegnere e statistico svedese (n. 1887)
- 13 ottobre - Rebecca Clarke, violista e compositrice inglese (n. 1886)
- 13 ottobre - Archibald Roosevelt, ufficiale statunitense (n. 1894)
- 13 ottobre - Giovanni Sansone, matematico italiano (n. 1888)
- 14 ottobre - Onorato Damen, politico italiano (n. 1893)
- 15 ottobre - Gus Cannon, suonatore di banjo statunitense (n. 1883)
- 15 ottobre - Jacob Devers, generale statunitense (n. 1887)
- 16 ottobre - Johan Borgen, scrittore, giornalista e critico letterario norvegese (n. 1902)
- 16 ottobre - Harry Bracci Torsi, imprenditore italiano
- 16 ottobre - Vincent Flemmi, mafioso statunitense (n. 1935)
- 16 ottobre - Pauline Pô, modella e attrice francese (n. 1904)
- 16 ottobre - Michele Valori, urbanista e architetto italiano (n. 1923)
- 17 ottobre - Pierre Bernac, baritono francese (n. 1899)
- 17 ottobre - Lil Milagro Ramírez, attivista e poetessa salvadoregna (n. 1946)
- 17 ottobre - John Stuart, attore scozzese (n. 1898)
- 17 ottobre - Robert Vernay, regista e sceneggiatore francese (n. 1907)
- 18 ottobre - Virgilio Piñera, scrittore, poeta e drammaturgo cubano (n. 1912)
- 19 ottobre - Emanuele Boltri, calciatore italiano (n. 1906)
- 19 ottobre - Giuseppe Lupis, giornalista e politico italiano (n. 1896)
- 19 ottobre - Alexander Wyclif Reed, scrittore australiano (n. 1908)
- 20 ottobre - Luigi Capuano, regista e sceneggiatore italiano (n. 1904)
- 20 ottobre - Marcel Quertinmont, ciclista su strada belga (n. 1919)
- 21 ottobre - Juan Aguilera, calciatore cileno (n. 1903)
- 21 ottobre - Eduardo González Valiño, calciatore spagnolo (n. 1911)
- 21 ottobre - Beatrice Hicks, ingegnere statunitense (n. 1919)
- 21 ottobre - Jock Thomson, calciatore e allenatore di calcio scozzese (n. 1906)
- 22 ottobre - Reinhold Baer, matematico tedesco (n. 1902)
- 22 ottobre - Nadia Boulanger, direttrice d'orchestra, organista e compositrice francese (n. 1887)
- 23 ottobre - Carlo Abarth, imprenditore austriaco (n. 1908)
- 23 ottobre - Antonio Caggiano, cardinale e arcivescovo cattolico argentino (n. 1889)
- 23 ottobre - Hans Kinzl, geografo e esploratore austriaco (n. 1899)
- 23 ottobre - Clarence Newton, pugile canadese (n. 1899)
- 24 ottobre - Francesco Berardi, brigatista italiano (n. 1929)
- 24 ottobre - S. Corinna Bille, poetessa e scrittrice svizzera (n. 1912)
- 24 ottobre - Giovanni Maria Cornaggia Medici, avvocato e politico italiano (n. 1899)
- 24 ottobre - Luigi Emery, giornalista e traduttore italiano (n. 1893)
- 24 ottobre - Virgilio Failla, giornalista, partigiano e politico italiano (n. 1921)
- 24 ottobre - Hermann Arthur Jahn, fisico inglese (n. 1907)
- 24 ottobre - Fernando Soler, attore, regista e produttore cinematografico messicano (n. 1896)
- 25 ottobre - Maphevu Dlamini, politico swati (n. 1922)
- 25 ottobre - Rodolfo Salvagiani, partigiano e politico italiano (n. 1897)
- 25 ottobre - Gerald Templer, militare britannico (n. 1898)
- 26 ottobre - Park Chung-hee, politico e generale sudcoreano (n. 1917)
- 27 ottobre - Bartolomeo Bolla, politico italiano (n. 1896)
- 27 ottobre - Charles Coughlin, presbitero statunitense (n. 1891)
- 27 ottobre - Antonio Franzil, carpentiere e funzionario italiano (n. 1897)
- 27 ottobre - Arnaldo Leonzio, allenatore di calcio e calciatore italiano (n. 1924)
- 27 ottobre - Germaine Lubin, soprano francese (n. 1890)
- 28 ottobre - Joseph Henri Guiguet, aviatore e militare francese (n. 1891)
- 29 ottobre - Bruno Bianchi, calciatore italiano (n. 1910)
- 29 ottobre - Antonino Uccello, antropologo e poeta italiano (n. 1922)
- 30 ottobre - Rachele Guidi,  italiana (n. 1890)
- 30 ottobre - Carmine Mancinelli, politico italiano (n. 1889)
- 30 ottobre - Mickey McBan, attore statunitense (n. 1919)
- 30 ottobre - Barnes Wallis, ingegnere e scienziato britannico (n. 1887)
- 31 ottobre - Edvin Adolphson, attore e regista svedese (n. 1893)
- 31 ottobre - Louis Bloquel, calciatore francese (n. 1901)
- 31 ottobre - Zoe Fontana, stilista e imprenditrice italiana (n. 1911)
- 31 ottobre - Rudolf Kock, calciatore svedese (n. 1901)